# تريستان تزارا
وُلد تريستان تزارا ؛ ابن صمويل أو سامي روزنستوك والمعروف باسم سامي ساميرو في وتوفي في 25 من ديسمبر 1963م) وكان شاعرًا رائد وكاتب مقالات وممثل روماني فرنسي وقد عمل صحفيًا وكاتبًا مسرحيًا وناقدًا أدبيًا وناقدًا فنيًا وملحنًا ومخرجًا سينمائيًا، وعُرف بأنه أفضل المؤسسين للحركة الدادية المناهضة. كما أنه كان من شخصياتها البارزة. في ظل تأثره بأدريان مانيو (Adrian Maniu)، أصبح تزارا الشاب من المهتمين بأسلوب الرمزية في الشعر وشارك في تأسيس مجلة سيمبولول (Simbolul) مع إيون فينيا (Ion Vine) (والذي قام أيضًا بكتابة الشعر التجريبي) وكذللك الرسام مارسيل جانكو (Marcel Janco). انتقل أثناء الحرب العالمية الأولى وبعد فترة وجيزة من التعاون في مجلة كيميرا (Chemarea) الموجودة في فينيا إلي جانكو في سويسرا. وقدم تزارا هناك عروضًا في ملهي فولتير ومنزل المنتديات التصويري واج بالإضافة إلي شعره والبيانات الرسمية الفنية التي كانت السمة الرئيسة لحركة دادا في بادئ الأمر. يمثل عمله الجانب العدمي لحركة دادا، وهذا على النقيض من المنهج الأكثر اعتدالاً الذي يحظي بتأييد من هوغو بال (Hugo Ball).
وأصبح تزارا بعد انتقاله إلى باريس في عام 1919م أحد "رؤساء حركة دادا"، كما انضم إلي موظفي مجلة ليتراتشر (Littérature) والتي تعتبر الخطوة الأولى في تطور الحركة نحو السريالية. وتورط تزارا في جدال كبير أدى إلى حدوث انقسام في حركة دادا، بسبب دفاعه عن مبادئه ضد أندريه بروتون (André Breton) وفرانسيس بيكابيا (Francis Picabia)، وفي رومانيا ضد انتقائية الحداثة المتعلقة بكل من فينيا وجانكو. لقد عرض رؤيته الشخصية للفن المحدد لحركة دادا في مسرحيتي القلب الغازي (The Gas Heart) (1921) ووشاح الغيوم (Handkerchief of Clouds) (1924). وقد انحازت التقنيات التلقائية السابقة لترازا في نهاية المطاف لسريالية بريتون، وفي ظل تأثره بهذه الحالة كتب قصيدته اليوتوبية الشهيرة شبه إنسان (The Approximate Man).
خلال الجزء الأخير من حياته المهنية، دمج تزارا وجهة نظره الإنسانية ومكافحة الفاشية مع رؤيته للشيوعية وانضمامه إلى الجمهوريين في الحرب الأهلية الإسبانية والمقاومة الفرنسية خلال الحرب العالمية الثانية وخدمته لفترة في البرلمان الفرنسي. وبالرغم من كلامه بخصوص تحرير جمهورية المجر قبل ثورة المجر 1956م ابتعد عن الحزب الشيوعي الفرنسي بعد ما كان عضوا فيه. وفي عام 1960م، كان ترازا من بين المثقفين الذين احتجوا على الأفعال الفرنسية في الحرب الجزائرية.
كان تريستان تزارا مؤلفًا وممثلاً مؤثرًا، وقد نتج عن إسهاماته إنشاء علاقة ما بين المدرسة التكعيبية والحركة المستقبلية وبين جيل بيت (Beat Generation) والحركة الوضعية والتيارات المختلفة في موسيقى الروك. وأقام بعض الصداقات وتعاون مع الكثير من الشخصيات المعاصرة، وكان يحب الراقصة مايا كرسيك في ريعان شبابه؛ ولكنه تزوج فيما بعد بالفنانة والشاعرة السويدية غريتا كنوتسون.

## وصلات خارجية
- تريستان تزارا على موقع IMDb (الإنجليزية)
- تريستان تزارا على موقع الموسوعة البريطانية (الإنجليزية)
- تريستان تزارا على موقع ألو سيني (الفرنسية)
- تريستان تزارا على موقع ميوزك برينز (الإنجليزية)
- تريستان تزارا على موقع إن إن دي بي (الإنجليزية)
- تريستان تزارا على موقع ديسكوغز (الإنجليزية)
- تريستان تزارا على موقع كينوبويسك (الروسية)